# Гумилина, Антонина Михайловна
Антони́на Миха́йловна Гуми́лина (1895, Рязанская губерния — лето 1918, Москва) — российская художница, поэтесса. В 1913 году была в близких отношениях с Владимиром Маяковским. Из всего поэтического творчества Гумилиной сохранилась лишь одна строка посвящённой Маяковскому поэмы «Двое в одном сердце»: «Только о себе, только о себе, пусть о другом не будет речи…»

## Биография
Антонина Гумилина родилась в 1895 году в Рязанской губернии. С детства рисовала и писала стихи.
До приезда в Москву в 1913 жила в имении матери в Рязанской губернии. В Москве поселилась в Барашевском переулке — предположительно, в доме деда (после Октябрьского переворота дом был экспроприирован новой властью, а Гумилина была оставлена жить в одной из комнат). Готовясь к поступлению в Московское училище живописи, ваяния и зодчества (МУЖВЗ), занималась в студии живописи и рисунка И. И. Машкова. К этому времени относится знакомство Антонины Гумилиной с Владимиром Маяковским, у которого только что сошёл на нет платонический роман с Верой Шехтель (сама Шехтель не считала роман законченным и пыталась его продолжать).

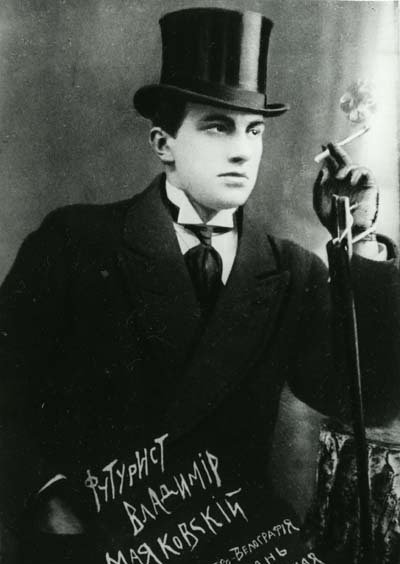
Владимир Маяковский в феврале 1914 года — спустя несколько месяцев после разрыва с Антониной Гумилиной

Следующая возлюбленная Маяковского Эльза Каган (после замужества Эльза Триоле), хорошо знавшая Антонину Гумилину и бывавшая у неё в Барашевском переулке ещё в свои гимназические годы, так описывала её в поздних воспоминаниях:
Звали её Тоней — крепкая, тяжеловатая, некрасивая, особенная и простая, чёткая, аккуратная, она мне сразу полюбилась. Тоня была художницей, кажется мне — талантливой, и на всех её небольших картинах был изображён Маяковский, его знакомые и она сама. <…> Смутно помню, что Тоня также и писала, не знаю, прозу или стихи. О своей любви к Маяковскому она говорила с той естественностью, с какой говорят, что сегодня солнечно или что море большое. Тоня выбросилась из окна, не знаю в каком году. Володя ни разу за всю жизнь не упомянул при мне её имени.
По предложению Велимира Хлебникова Гумилина подписала воззвание «Председателей земного шара» и, соответственно, была включена Хлебниковым в число первых трёхсот семнадцати председателей.
Покончила с собой в состоянии наркотического опьянения.
В последний год жизни Гумилина была женой художника Эдуарда Шимана.
О похоронах Антонины Гумилиной и месте её захоронения не сохранилось никаких сведений. Шиман, который наверное был организатором или, по меньшей мере, участником похорон жены, умер в 1942 году в заключении, не оставив никаких воспоминаний. Два года спустя после самоубийства Антонины Гумилиной Шиман познакомился с Еленой Лисснер, с которой в 1921 году уехал в Прагу, а затем в Берлин. Но уже в 1924 году Лисснер вышла замуж за немецкого дизайнера интерьеров, уроженца Москвы, Альбрехта Бломберга.

## Творчество

### Живопись
Особенно активно Антонина Гумилина выставлялась в 1917 году. На «Посмертной выставке А. Гумилиной», которая проходила в 1919 году как 17-я государственная выставка, и организацией которой занимался Эдуард Шиман, было представлено 73 картины художницы.
Роман Якобсон оценивал пропавшие рисунки Гумилиной с изображением Маяковского как «реализм художницы, прошедшей через кубизм».

## Несохранившиеся картины
Некоторые несохранившиеся картины Антонины Гумилиной известны по воспоминаниям видевших их мемуаристов.
«Тайная вечеря»
Картина с новозаветным сюжетом тайной вечери (последняя трапеза Иисуса Христа со своими ближайшими двенадцатью учениками) известна по воспоминаниям «Заглянуть в прошлое» Эльзы Триоле. Привычное место Христа за столом занимал Маяковский.
Без названия
Короткое описание картины содержится в воспоминаниях Эльзы Триоле. Убогая комната с кроватью. У окна стоит Маяковский с копытцами вместо ступней, на кровати сидит Антонина Гумилина в рубашке.
«Свадьба Маяковского»
Большая акварель «Свадьба Маяковского» известна по воспоминаниям «Наша молодость» учившегося вместе с Антониной Гумилиной у Ильи Машкова Владимира Роскина. Картину она показала ему незадолго до самоубийства. На картине в центре свадебного стола сидел Маяковский во фраке, справа от него — Антонина Гумилина в подвенечном белом платье, слева — толстый Давид Бурлюк с лорнетом в руке. Вокруг этой центральной группы располагались молодые художники мастерской Машкова, в числе которых Роскин нашёл и себя.

## Выставки

### Персональная выставка
- 1919 — 17-я государственная выставка «Посмертная выставка А. Гумилиной», Москва, «Витрина искусств» (Тверская, 38)[1]

### Групповые выставки
- 1917 — 23-я выставка картин и скульптуры Московского товарищества художников (МТХ), Москва[1]
- 1917 — Выставка «Бубнового валета», Москва (4 произведения)[1]
- 1917 — Выставка «Мира искусства», Москва (3 произведения)[1]
- 1918 — 24-я выставка картин и скульптуры Московского товарищества художников (МТХ)[1]

## Местонахождение произведений
- Галерея Raydon (Нью-Йорк)[1]